# مسابقات اروپایی برای فوتبال زنان ۱۹۸۴
مسابقاتِ زنانِ جامِ یوفا ۱۹۸۴ که با عنوان رقابت‌های اروپاییِ یوفا برای تیم‌های زنان در سال ۱۹۸۴ میلادی انجام شد و تیم ملی فوتبال زنان سوئد در ضربات پنالتی برابرِ تیم ملی فوتبال زنان انگلستان به پیروزی برسد و قهرمانِ این دوره از مسابقات شود.این رقابتها شامل چهار گروه واجد شرایط بود که برنده هریک از آنها به نیمه نهایی می‌رفت و در آنجا بازی‌های رفت‌وبرگشتی انجام می‌داد. از آنجایی که تنها شانزده تیم (کمتر از نیمی از اعضای یوفا در آن زمان) در این رقابت‌ها شرکت کرده بودند، این رقابت‌ها حالتِ رسمی پیدا نکرد. هر یک از مسابقات دربرگیرندهٔ دو نیمهٔ ۳۵ دقیقه‌ای می‌شد. اندازه توپ فوتبال این رقابت‌ها سایزِ ۴ بود.

## نیمه نهایی

### بازی رفت
| انگلستان               | ۲ – ۱              | دانمارک               |
| ---------------------- | ------------------ | --------------------- |
| Curl ۳۱' · Deighan ۵۱' | Report (دانمارکی ) | Hindkjær ۴۹' (پنالتی) |

| ایتالیا                   | ۲ – ۳           | سوئد                                                   |
| ------------------------- | --------------- | ------------------------------------------------------ |
| Morace ۱۸' · Vignotto ۳۱' | Report (آلمانی) | Furlotti ۲۱' (گل‌به‌خودی) · Sundhage ۵۰' · Börjesson ۵۹' |

### بازی برگشت
| دانمارک | ۰ – ۱              | انگلستان    |
| ------- | ------------------ | ----------- |
|         | Report (دانمارکی ) | Bampton ۴۴' |

پیروزی انگلیس مجموع ۳–۱.
| سوئد                        | ۲ – ۱           | ایتالیا    |
| --------------------------- | --------------- | ---------- |
| Uusitalo ۲۶' · سوندهاگه ۵۷' | Report (آلمانی) | Morace ۵۰' |

پیروزی مجموع ۳–۵ سوئد.

## فینال

### بازی رفت
| سوئد         | ۱ – ۰           | انگلستان |
| ------------ | --------------- | -------- |
| سوندهاگه ۵۷' | Report (آلمانی) |          |

### بازی برگشت
| انگلستان                                    | ۱ – ۰           | سوئد                                                   |
| ------------------------------------------- | --------------- | ------------------------------------------------------ |
| Curl ۳۱'                                    | Report (آلمانی) |                                                        |
| ضربات پنالتی                                |                 |                                                        |
| Curl · Gallimore · Bampton · Hanson · Davis | ۳ – ۴           | Börjesson · Andersson · Johansson · Jansson · سوندهاگه |

پیروزی ۳–۴ سوئد در ضربات پنالتی (بدون انجام وقت اضافه)

## جوایز
| قهرمان رقابتهای اروپایی یوفا برای تیم‌های زنان ۱۹۸۴                                  |
| ----------------------------------------------------------------------------------- |
| [[پرونده:} \| Flag of Sweden.svg }}\|45x32px\|border attribute\|g of سوئد}}}]] سوئد |

## گلزنان
۳ گل
- پیا سوندهاگه

۲ گل
- Linda Curl
- کارولینا موراچه

۱ گل
| - دبی بمپتن - Elisabeth Deighan | - Inge Hindkjær - Anette Börjesson | - Doris Uusitalo - الیزابتتا ویگنوتو |

گل به خودی
- ماورا فورلوتی (بازی در مقابل سوئد)